# Jura Soyfer
Jura Soyfer (eigentlich Juri, geboren 8. Dezember 1912 in Charkow, Gouvernement Charkow, Russisches Kaiserreich; gestorben 16. Februar 1939 im KZ Buchenwald) war in den 1930er Jahren ein politischer Schriftsteller in Österreich. Er publizierte in mehreren Zeitschriften und verfasste insgesamt fünf Stücke und drei erhaltene Szenen, die bis heute aufgeführt werden.

## Leben
Jura Soyfer wurde in Charkow im Russischen Kaiserreich als Sohn des jüdischen Industriellen Wladimir Soyfer und dessen Frau Ljubow Soyfer geboren. 1920 flüchtete die Familie über Georgien und Konstantinopel und kam 1921 nach Baden bei Wien, von wo aus sie später nach Wien übersiedelte. Jura Soyfer wurde mit zehn Jahren im Realgymnasium Hagenmüllergasse, Erdberg, eingeschult, wo er 1931 erfolgreich maturierte. Mit 15 Jahren begann er sozialistische Schriften zu studieren und wurde überzeugter Marxist. 1927 trat er dem Verband Sozialistischer Mittelschüler bei und wirkte in der Agitpropgruppe „Blaue Blusen“ mit. Da in der Familie Russisch, Französisch und Deutsch gesprochen wurde, entwickelte Soyfer schnell ein Gespür und eine Vorliebe für Sprache und Sprachspiele. 1929 wurde er Mitglied des Politischen Kabaretts der Sozialdemokraten. Dort sammelte er erste Erfahrungen im szenischen Schreiben. Ab Dezember 1931 erschienen wöchentlich politische Satiren von Soyfer in der Arbeiter-Zeitung und in der sozialdemokratischen Wochenschrift Der Kuckuck. Ebenfalls verfasste er zwei Artikel für die Politische Bühne. Darin forderte er eine Politisierung des Theaters und das Abschaffen bloßer Ablenkung und Unterhaltung. In dieser Hinsicht war er dem epischen Theater von Bertolt Brecht sehr nahe.
Nach den Februarkämpfen 1934 trat er der illegalen KPÖ bei, verfasste Flugblätter und begann die Arbeit an seinem Roman So starb eine Partei. Dieser Roman, der nur in einem Fragment erhalten ist, war eine Abrechnung mit der österreichischen Sozialdemokratie, deren Politik in die Niederlage des Februar 1934 geführt hatte. 1935 lernte Soyfer über Hans Weigel Leon Askin (Leo Askenasy) kennen, der als Schauspieler und Regisseur am Wiener Theater ABC tätig war, wo auch die meisten von Soyfers Stücken aufgeführt wurden. Diese Kleinkunstbühnen, die weniger als 50 Sitzplätze hatten und aus den Bestimmungen des autoritären Theatergesetzes herausfielen, eröffneten einen minimalen Spielraum für Kabarett und Theater.

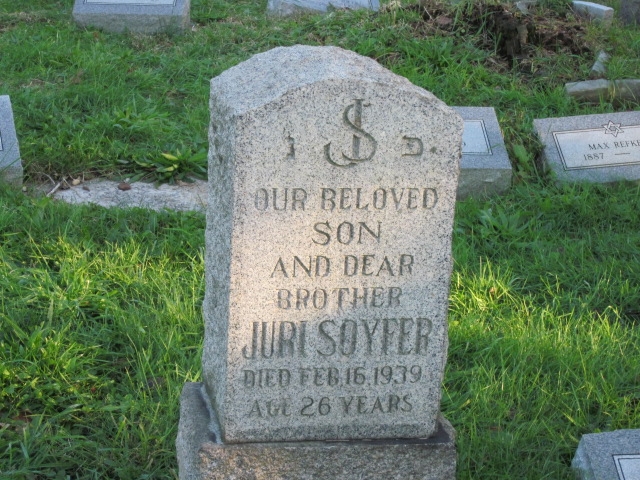
Grabstein auf dem Hebrew Free Burial Association’s Mount Richmond Cemetery, Staten Island, New York

1937 wurde Soyfer durch eine Verwechslung mit einem gewissen Seidel (eigentlich Franz Marek, führender Funktionär der Kommunistischen Partei) festgenommen. Als sich herausstellte, dass gegen Soyfer selbst mit seinen kritischen Stücken genug belastendes Material vorlag, wurde er für drei Monate inhaftiert. Am 17. Februar 1938 wurde er im Zuge einer Amnestie für „Politische“ entlassen. 26 Tage lang befand er sich daraufhin in Freiheit. Am 13. März 1938 – am Tag nach dem Anschluss – wurde er in Gargellen beim Versuch, mit Skiern in die rettende Schweiz zu gelangen, von österreichischen Beamten festgenommen.
Nach seiner Arretierung kam er zuerst in den Gemeindekotter in St. Gallenkirch im Bezirk Bludenz. Am 16. März 1938 wurde er vor das Landesgericht Feldkirch gebracht, das am 18. März 1938 den Führereid ablegte. Am 23. Juni 1938 wurde er ins KZ Dachau transportiert, im Herbst ins KZ Buchenwald; dort starb er am 16. Februar 1939 an Typhus. Zu jenem Zeitpunkt hatten seine in die USA emigrierten Eltern bereits ein Affidavit geschickt, und seine KZ-Entlassungspapiere waren unterzeichnet. Seine sterblichen Überreste wurden im KZ Buchenwald verbrannt, die Asche später nach New York überstellt und durch die Hebrew Free Burial Association auf Staten Island bestattet.

## Werk
Soyfer veröffentlichte ab Anfang 1932 bis 1934 in der Arbeiter-Zeitung (AZ) regelmäßig Gedichte, die sich mit der aktuellen politischen Lage befassten. Nach seiner Deutschland-Reise im Sommer 1932 schrieb er auch immer wieder gegen den Nationalsozialismus an, wobei seine Lyrik sowohl Aufruf zur Wachsamkeit und Gegenwehr als auch Satire und Verharmlosung des politischen Gegners darstellte.
Nach der Errichtung des Ständestaates 1934 fand Soyfer erschwerte Publikationsbedingungen vor; erst 1935 schrieb er wieder für die Sonntagsausgabe des Wiener Tages.
Des Weiteren sind einige Lieder und Gedichte in seine Stücke integriert; dazu zählen unter anderem die Moritat im Paradies in Der Lechner Edi schaut ins Paradies (1936), das Vagabundenlied in Astoria oder die Ballade der Drei in Broadway Melodie 1492 (1937).
Soyfers erstes Stück Der Weltuntergang oder Die Welt steht auf kein’ Fall mehr lang wurde im Frühsommer 1936 uraufgeführt und bereits am 11. Juli 1936 wieder abgesetzt. Es zeigt die Menschheit vor der Apokalypse, der Zerstörung der Welt durch einen Kometen – die gewaltsame Unterdrückung revoltierender Massen und die Verblendung, in der die Menschen auf den Weltuntergang warten, werden dargestellt. Der Komet schließlich bringt es nicht übers Herz, die Erde zu zerstören, was dem Stück einen positiven Ausgang beschert, gleichzeitig aber auch die folgenlose Unverbesserlichkeit und Dummheit der Menschheit betont. Der Untertitel ist eine Anspielung auf das Kometenlied in Johann Nepomuk Nestroys Stück Lumpazivagabundus.
Das zweite Stück, Der Lechner Edi schaut ins Paradies, welches von 6. Oktober 1936 bis 6. Jänner 1937 in der Literatur am Naschmarkt gespielt wurde, zeigt einen Arbeitslosen, der sich mit Hilfe einer Zeitmaschine aufmacht, den Schuldigen an seinem Elend in der Vergangenheit zu finden. Schließlich entlarvt er die Erfindung des Menschen als Schuldigen. Dennoch endet das Stück mit einer Aufforderung des Menschen an den Menschen zur Entscheidung, auch zur politischen. Soyfer vollbringt hier den Sprung vom Pathos zum kabarettistischen Element, der politischen Kritik.
In seinem dritten Stück, Astoria, problematisierte Soyfer den Vaterland-Begriff, der in Österreich seit 1918 grassierte. Astoria ist ein fiktives Land, an das sich im Stück die Hoffnungen und Sehnsüchte der Protagonisten klammern. Ihre Träume werden immer wieder durch die Unmöglichkeit der Umsetzung zerstört. Dies wird am Ende des Stückes durch ein Loblied deutlich, das die Darsteller auf den Ort singen, während sie tatsächlich ins Gefängnis abgeführt werden.
1937 schrieb Soyfer das Stück Vineta. Dort entfernt er sich von allen Traditionen des Volksstücks und zeigt eine Absurdität von Handlung und Sprache, die unweigerlich dem Abgrund und der Vernichtung entgegensteuert. Thematisiert werden der Protest gegen Umstände, die als unveränderlich angesehen werden, und das „Nicht-wissen-Wollen“. Vineta ist eine Warnung vor dem Krieg und vor Illusionen, die erzeugt werden, um Menschen zu unterdrücken. Das Stück wurde auch zweimal als Hörspiel inszeniert.
Broadway Melodie 1492 schrieb Soyfer ebenfalls 1937 für das Theater ABC. Es ist eine Adaption des Stückes Kolumbus von Kurt Tucholsky und Walter Hasenclever. Soyfer übernimmt die Satire auf den Klerus und die Hofgesellschaft, seine politische Gesellschaftskritik fällt allerdings weitaus radikaler aus. Durch die Perspektive aus der Unterschicht stellt Broadway Melodie 1492 ein klassisches Volksstück dar, in dem deutlich wird, dass die unteren Gesellschaftsschichten der herrschenden Klasse überlegen sind oder zumindest sein sollten.
Drei weitere Szenen sind außerdem erhalten. In der Geschichtsstunde im Jahre 2035 befragt ein Lehrer seine Schüler über das „Neo-Mittelalter“ (das Wien der 1930er Jahre). Die Zukunftsvision stellt Soyfers eigene Zeit als barbarisch und rückwärtsgewandt dar; so kann etwa ein Schüler über das Kulturleben „Nix“ sagen, worauf der Professor mit „Sehr gut, setzen“ antwortet.
Die Bilder um einen Würstelwagen aus dem Jahr 1937 lassen zwei Wiener über die politische Lage Europas philosophieren, allerdings indem sie sich über den Würstelwagen unterhalten; Soyfer benutzt dazu die Zweideutigkeit des Wiener Dialekts. Der treueste Bürger Bagdads, aufgeführt Ende 1937, ist eine Satire auf den österreichischen Ständestaat und seine Kleinkariertheit.
Darüber hinaus schrieb Soyfer zwei „Proletarische Feiern“ mit den Titeln Christbaum der Menschheit – Eine proletarische Weihnachtsfeier und König 1933 ist tot – Es lebe König 1934.
Während seiner Inhaftierung 1937/1938 begann Soyfer, ein weiteres Stück zu schreiben, das von der Person Adolf Hitler handeln sollte. Von diesen Entwürfen ist nichts erhalten. Weitere acht Szenen und Stücke sind nicht erhalten oder bisher nicht aufgefunden.
Im KZ Dachau schuf Soyfer zusammen mit dem Komponisten Herbert Zipper das bekannte Dachau-Lied mit dem Refrain:
„Doch wir haben die Losung von Dachau gelernt,
Und wir wurden stahlhart dabei.
Bleib ein Mensch, Kamerad,
Sei ein Mann, Kamerad,
Mach ganze Arbeit, pack an, Kamerad:
Denn Arbeit, denn Arbeit macht frei,
Denn Arbeit, denn Arbeit macht frei!“

## Wirkung
Jura Soyfer gehört zu den wenigen österreichischen Autoren, die in mehr als 30 Sprachen übersetzt wurden. Sein Anliegen war es, im Theater keine vollständigen Lösungen oder Ergebnisse zu präsentieren; für ihn konnten die dargestellten Probleme nur im wirklichen Leben, also im real existierenden Protest, gelöst werden. Seine Stücke zerstören Illusionen und rufen dazu auf, die Gesellschaft, wie sie ist, zu verändern. Er selbst betrachtete sie als Mittel zur Propaganda, direkt bezogen auf die Zeit, in der er lebte.
Erst 1974 wurden Soyfers Stücke gesammelt veröffentlicht, nachdem sich ehemalige Mitglieder der englischen Exilorganisation „Young Austria“ darum bemüht hatten. Ein Wendepunkt war auch die Lesung im Mai 1975 von Helmut Qualtinger im Audimax der Universität Wien. 1988 wurde in Wien die Jura Soyfer-Gesellschaft gegründet.
Vor dem Haus Gärtnergasse 4 in Wien-Landstraße, in dem Soyfer von 1930 bis 1931 lebte, findet sich ein Stein des Gedenkens. Am Wohnhaus Wien 9., Kinderspitalgasse 10, erinnert eine Gedenktafel daran, dass Jura Soyfer von 1931 bis 1935 hier wohnte.
Am Haus Wien 2., Heinestraße 4, dem letzten Wohnhaus von Jura Soyfer, befindet sich links neben dem Eingang eine Gedenktafel.
1968 wurde die Jura-Soyfer-Gasse in der Per-Albin-Hansson-Siedlung Ost in Favoriten (10. Bezirk) nach ihm benannt.
Im Institut der Theater-, Film- und Medienwissenschaft der Universität Wien ist ein Hörsaal Jura Soyfer gewidmet.

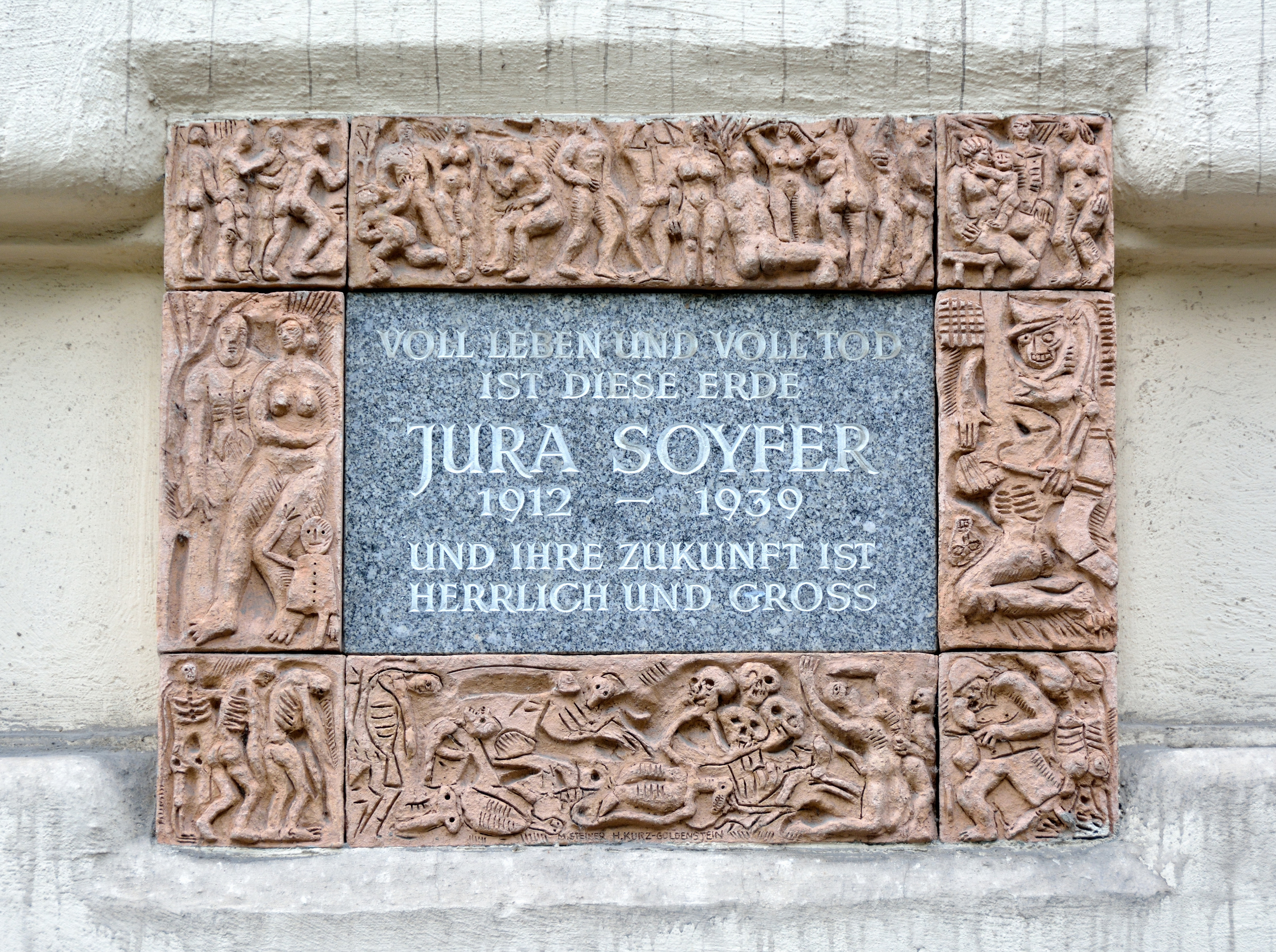
Gedenktafel am letzten Wohnhaus Jura Soyfers, Heinestraße 4, Wien-Leopoldstadt
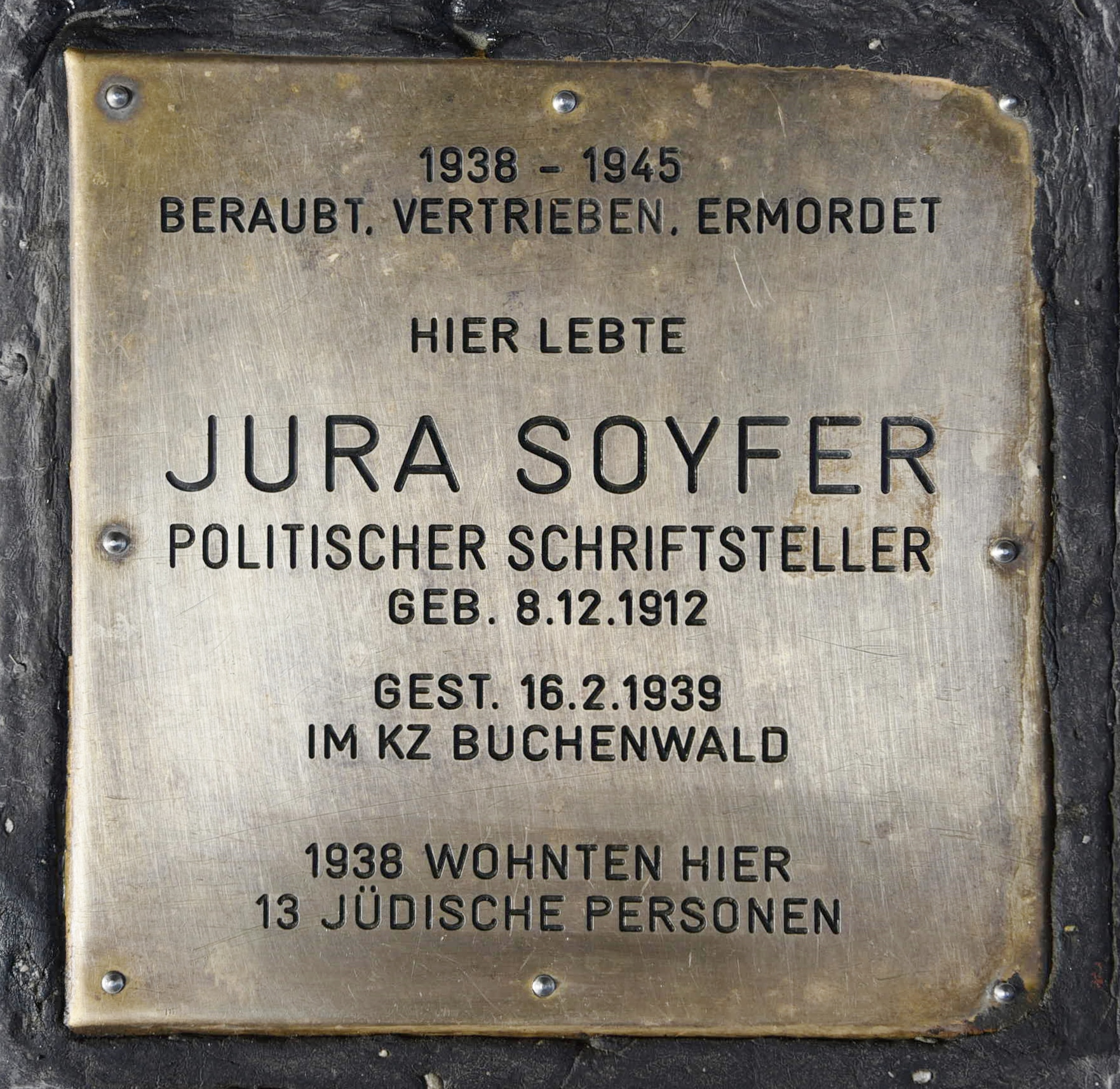
Gedenkstein für Jura Soyfer vor seinem ehemaligen Wohnhaus in Wien-Landstraße
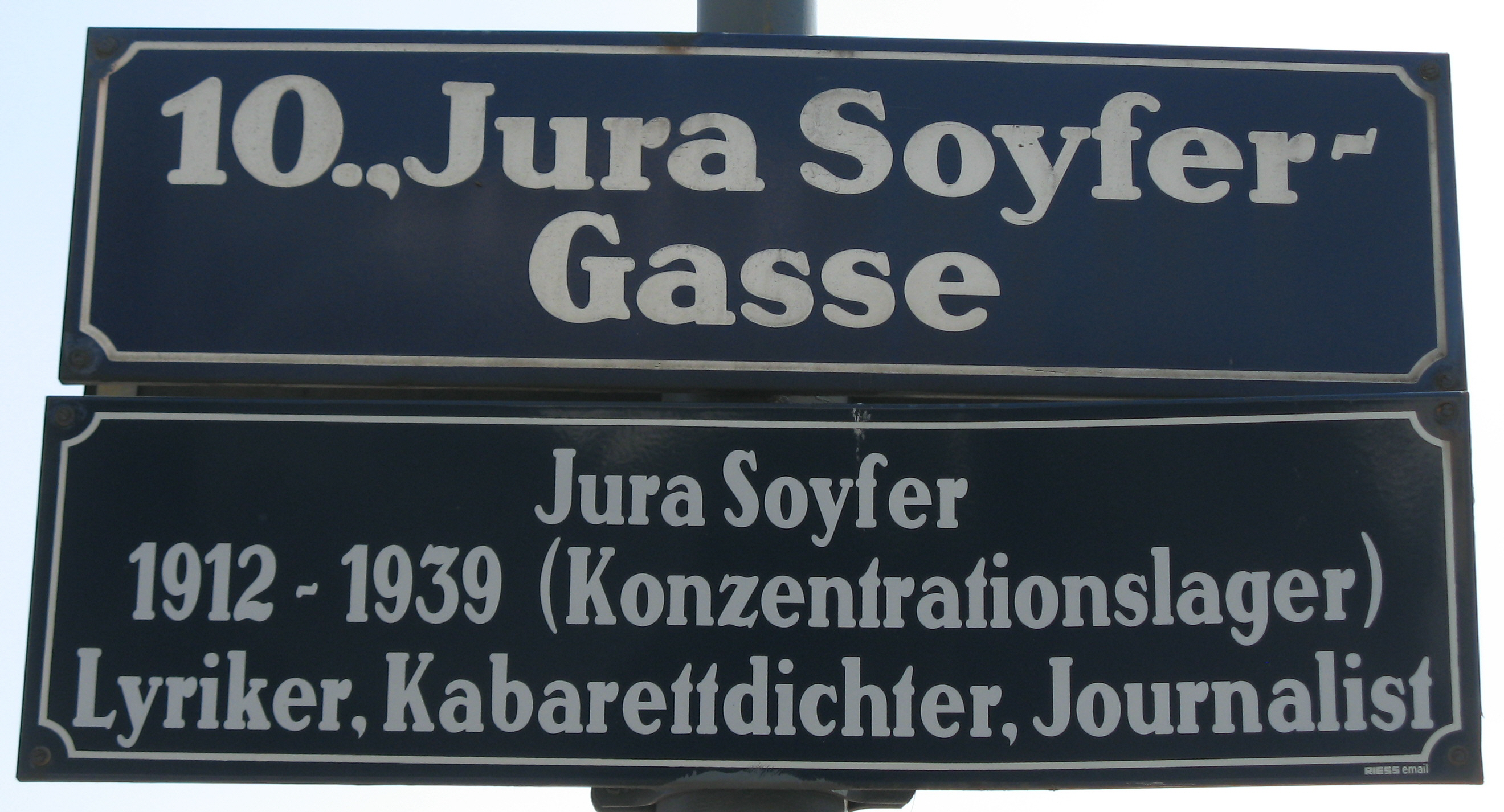
Jura-Soyfer-Gasse

## Schriften
- Vom Paradies und Weltuntergang. Hrsg. Otto Tausig. Wien 1947, erweiterte Auflage Berlin 1962.
- Die Ordnung schuf der liebe Gott. Eine Auswahl. Hrsg. Werner Martin. Reclam, Leipzig 1979 (darin: So starb eine Partei, ein bis dahin unveröff. Romanfragment, S. 225–376) Mit 22 Abb. von Soyfer sowie über die Februarkämpfe 1934.
- Verdrängte Jahre. Eine Collage über die Zwischenkriegszeit. Schmetterlinge, Wien, o. J. (ca. 1980).
- Das Gesamtwerk. Hrsg. Horst Jarka. Europa, Wien 1980, ISBN 3-203-50741-2.
- Werkausgabe. Hrsg. Horst Jarka. Deuticke, Wien 2002.
  - 1: Zwischenrufe links. Lyrik. ISBN 3-216-30658-5.
  - 2: Auf uns kommt’s an. Szenen und Stücke. ISBN 3-216-30659-3.
  - 3: So starb eine Partei. Prosa. ISBN 3-216-30660-7.
  - 4: Sturmzeit. Briefe 1931–1939. ISBN 3-216-30661-5.
- Der Weltuntergang. Hrsg. Florian Schmidgall. 2020, Kurpfälzischer Verlag, Heidelberg. ISBN 978-3-924566-91-3.
- Jura Soyfer (= Versensporn – Heft für lyrische Reize. Nr. 54) Hrsg. von Tom Riebe. Edition Poesie schmeckt gut, Jena 2023, 120 Exemplare.

## Vertonungen
- Texte von Jura Soyfer wurden von Herbert Tampier, Georg Herrnstadt, Sabina Hank (CD Abendlieder) und Klaus Bergmaier (CD Die Mühlen der Gerechtigkeit) vertont.
- Der Komponist Dieter Salbert vertonte in seinem Jura Soyfer-Album 16 Songs und Chansons für Gesang und Klavier, UA: 1. Dezember 1978 am Staatstheater Braunschweig, anläßlich der Produktion von Soyfers Astoria.[11]
- Willi Resetarits (Schmetterlinge): Verdrängte Jahre – Österreich zwischen den Kriegen, Eigelstein Musikproduktion, Bisamberg 1981.
- 1998 – Die Chemnitzer Band vierfünfsechsfragezeichenausrufezeichen vertonte auf ihrer CD kein zeichen / kein wunder das Vagabundenlied[12] und den Chanson von der Ehre.[13]
- 2013 – Lieder von der Erde und von den Menschen von Jura Soyfer, Vertonung von Maren Rahmann & Rudi Görnet, Wien, Non Food Factory Reihe: NFF; 2343.
- 2022 – Der Musikwissenschaftler und Komponist Reinhard Fehling hat 6 Songs aus der Politsatire Astoria vertont, die auch integraler Bestandteil eines 42-minütigen Musikfilms gleichen Titels sind.
- 1986–2022 – Der deutsche Musikpädagoge und Komponist Michael Koball hat auf der Basis von 3 Inszenierungen 1986, 2004 und 2022 alle Songs aus Soyfers Stück Der Weltuntergang vertont.